# Запалазавр
Запалазавр (лат. Zapalasaurus) — род ящеротазовых динозавров из семейства Rebbachisauridae надсемейства диплодокоидов, живший в меловом периоде (около 130,0—112,0  миллионов лет назад) на территории нынешней Южной Америки. Окаменелости зауропода были найдены в Аргентине (формация La Amarga). Впервые описан палеонтологом Сальгадо в 2006 году. Представлен одним видом — Zapalasaurus bonapartei (известен только один скелет).